# Верхние Попешты
Верхние Попешты (рум. Popeștii de Sus, Попештий де Сус) — село в Дрокиевском районе Молдавии. Относится к сёлам, не образующим коммуну.

## История
13 января 1971 года сёла Верхние Попешты (Попештий де Сус) и Нижние Попешты (Попештий де Жос) были объединены в село Попешты (Попештий). В 1990 году сёла вновь были разделены.

## География
Село расположено на высоте 131 метров над уровнем моря.

## Население
По данным переписи населения 2004 года, в селе Верхние Попешты проживает 1784 человека (863 мужчины, 921 женщина).
Этнический состав села:
| Национальность | Число жителей | Процентный состав |
| -------------- | ------------- | ----------------- |
| молдаване      | 1755          | 98.37             |
| румыны         | 11            | 0.62              |
| русские        | 8             | 0.45              |
| украинцы       | 7             | 0.39              |
| болгары        | 1             | 0.06              |
| прочие         | 2             | 0.11              |
| Всего          | 1784          | 100%              |

## Известные люди
- Василий Михайлович Рудьев - Крестьянин и политик из Бессарабии, депутат по Сфатул Цэрий